# 维勒蒙布勒
维勒蒙布勒（法語：Villemomble，法語發音：[vilmɔ̃bl] ⓘ），法国中北部城市，法兰西岛大区塞纳-圣但尼省的一个市镇，隶属于勒兰西区，其市镇面积为4.04平方公里，2022年1月1日时人口数量为29,973人，在法国城市中排名第278位。
维勒蒙布勒位于塞纳-圣但尼省中部偏东南，是巴黎东部的一个卫星居民区，通过法兰西岛大区快铁E线连接巴黎市区。法国物理学家玛格丽特·佩里和极左翼政治家菲利普·普图出生于维勒蒙布勒。

## 地名来源

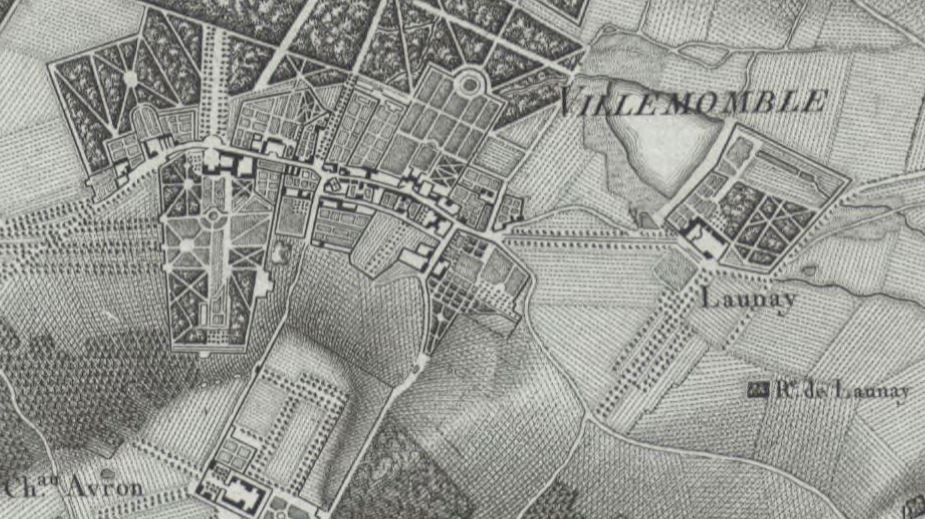
18世纪的维勒蒙布勒地图

“维勒蒙布勒”一名来源于拉丁语“villa mummole”，最初于公元800年左右被记载，意为“穆莫卢斯（Mummolus）的宅邸”，穆莫卢斯是达戈贝尔特一世时期的一名巴黎伯爵。

## 历史
维勒蒙布勒自中世纪起形成聚落，长期为利夫里圣母修道院的一处领地。1767年，奥尔良公爵路易-菲利普一世购买了维勒蒙布勒并将其赠予给了其女仆艾蒂安内特·玛丽·佩丽娜（Étiennette Marie Périne），后者也因此被称为“维勒蒙布勒妇人”。法国大革命后，维勒蒙布勒成为塞纳省的一个市镇，彼时，当地人口数量不足五百，是一个典型的农业市镇。工业革命期间，途径此地的巴黎－斯特拉斯堡铁路于1856年建成运行并在此设立了一个车站，其附近逐渐形成居民区。19世纪末，维勒蒙布勒的电气、照明等设施陆续建成，至20世纪上半叶，维勒蒙布勒境内已基本完成城市化。二战后，随着巴黎的城市扩张，维勒蒙布勒境内出现了大批现代集中式居民区。1964年，维勒蒙布勒被划入新成立的塞纳-圣但尼省，2016年起成为大巴黎都会区的一部分。

## 地理

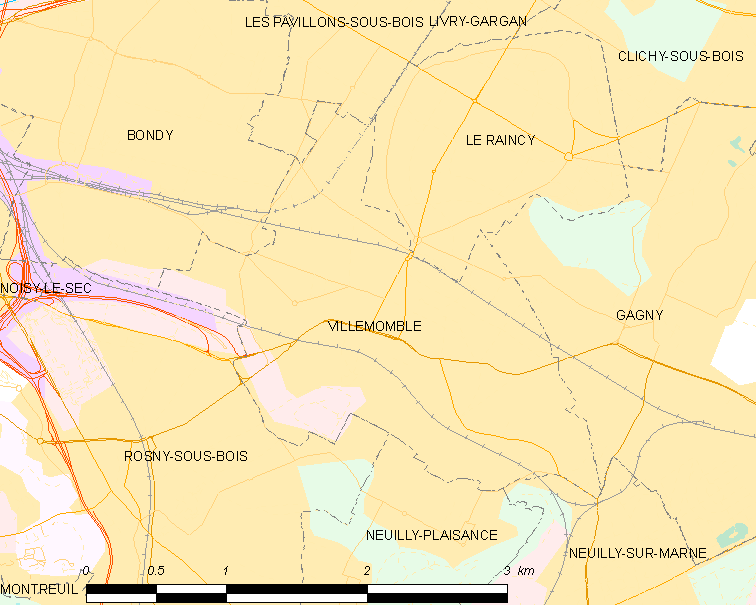
维勒蒙布勒市镇范围地图

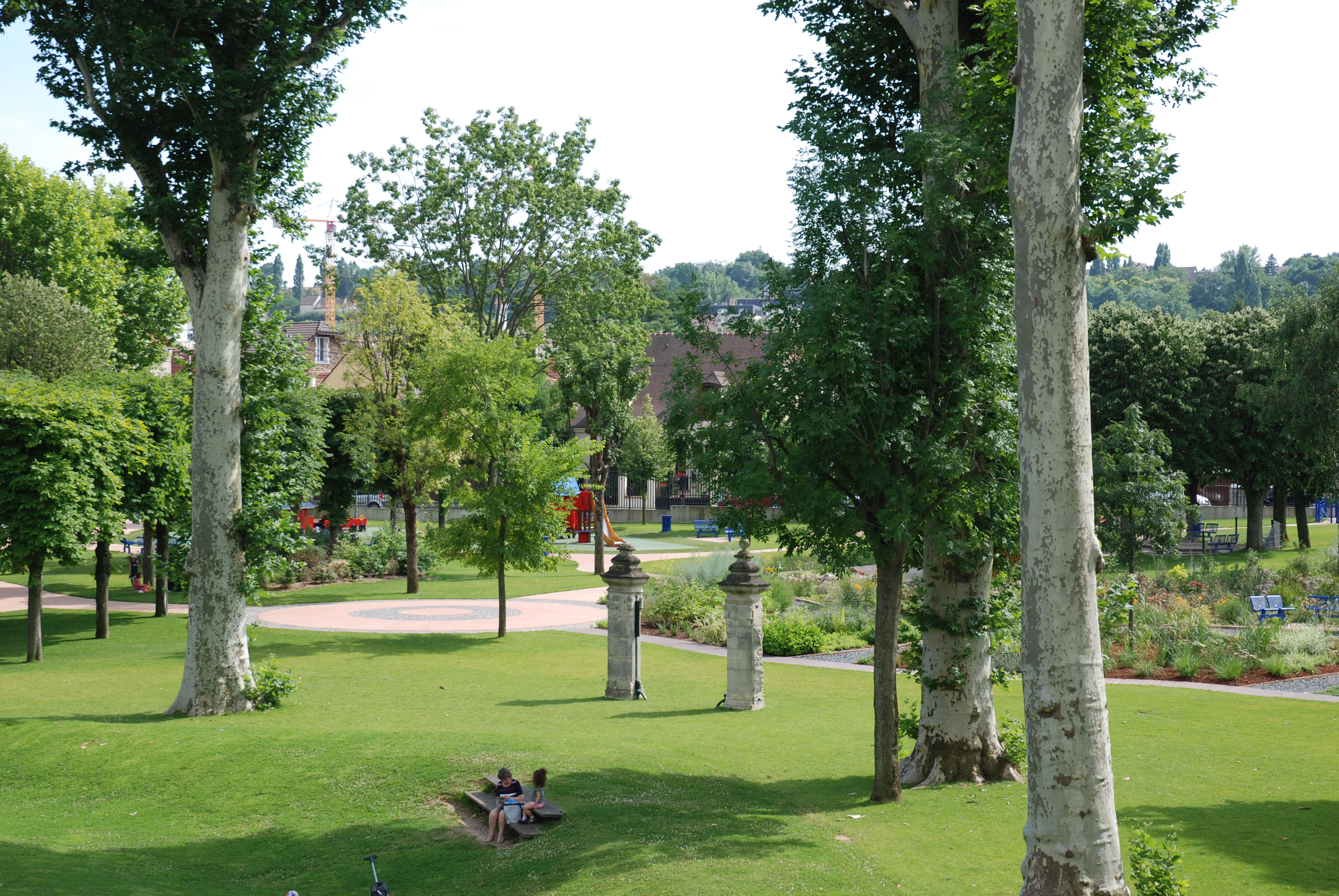
让·梅尔莫兹公园

维勒蒙布勒位于法国中北部，法兰西岛大区中北部和塞纳-圣但尼省中部偏东南，距离省会博比尼大约6公里。与维勒蒙布勒接壤的市镇包括：邦迪、加尼、讷伊-普莱桑斯、马恩河畔讷伊、莱帕维永苏布瓦、勒兰西、罗尼苏布瓦。

### 地形
维勒蒙布勒位于巴黎盆地腹地，境内以浅丘为主，市镇中心地势较为平坦，全境海拔在47到110米之间。

### 水文
维勒蒙布勒属于塞纳河流域，其境内无大型天然水域。

### 植被
维勒蒙布勒属于温带阔叶混交林区，市区内的主要绿地公园包括拉加雷讷公园（Parc de la Garenne）、让·梅尔莫兹公园（Parc Jean Mermoz）等，均常年免费向公众开放。
在鲜花城市的评比中，维勒蒙布勒被评为3星级鲜花城市。

### 气候
维勒蒙布勒在柯本气候分类法中属于温带海洋性气候。
距离维勒蒙布勒最近的气象站位于马恩河畔讷伊境内，以下为该气象站的数据（其中日照数据取自勒布尔歇）：
| 马恩河畔讷伊1981年－2019年 | 马恩河畔讷伊1981年－2019年 | 马恩河畔讷伊1981年－2019年 | 马恩河畔讷伊1981年－2019年 | 马恩河畔讷伊1981年－2019年 | 马恩河畔讷伊1981年－2019年 | 马恩河畔讷伊1981年－2019年 | 马恩河畔讷伊1981年－2019年 | 马恩河畔讷伊1981年－2019年 | 马恩河畔讷伊1981年－2019年 | 马恩河畔讷伊1981年－2019年 | 马恩河畔讷伊1981年－2019年 | 马恩河畔讷伊1981年－2019年 | 马恩河畔讷伊1981年－2019年 |
| 月份                       | 1月                        | 2月                        | 3月                        | 4月                        | 5月                        | 6月                        | 7月                        | 8月                        | 9月                        | 10月                       | 11月                       | 12月                       | 全年                       |
| -------------------------- | -------------------------- | -------------------------- | -------------------------- | -------------------------- | -------------------------- | -------------------------- | -------------------------- | -------------------------- | -------------------------- | -------------------------- | -------------------------- | -------------------------- | -------------------------- |
| 历史最高温 °C（°F）        | 16.6 (61.9)                | 20 (68)                    | 25 (77)                    | 29.9 (85.8)                | 33.1 (91.6)                | 38.3 (100.9)               | 39.5 (103.1)               | 40.5 (104.9)               | 34.3 (93.7)                | 29.7 (85.5)                | 22.5 (72.5)                | 18 (64)                    | 40.5 (104.9)               |
| 平均高温 °C（°F）          | 7.3 (45.1)                 | 8.5 (47.3)                 | 12.5 (54.5)                | 15.9 (60.6)                | 20 (68)                    | 23.2 (73.8)                | 25.8 (78.4)                | 25.5 (77.9)                | 21.6 (70.9)                | 16.7 (62.1)                | 11 (52)                    | 7.7 (45.9)                 | 16.3 (61.3)                |
| 日均气温 °C（°F）          | 4.5 (40.1)                 | 5 (41)                     | 8.3 (46.9)                 | 10.9 (51.6)                | 14.9 (58.8)                | 18 (64)                    | 20.4 (68.7)                | 20 (68)                    | 16.4 (61.5)                | 12.5 (54.5)                | 7.8 (46.0)                 | 5.1 (41.2)                 | 12 (54)                    |
| 平均低温 °C（°F）          | 1.7 (35.1)                 | 1.5 (34.7)                 | 4 (39)                     | 6 (43)                     | 9.9 (49.8)                 | 12.9 (55.2)                | 15 (59)                    | 14.5 (58.1)                | 11.2 (52.2)                | 8.3 (46.9)                 | 4.6 (40.3)                 | 2.5 (36.5)                 | 7.7 (45.9)                 |
| 历史最低温 °C（°F）        | −17 (1)                    | −12.5 (9.5)                | −9.5 (14.9)                | −3.2 (26.2)                | 0.5 (32.9)                 | 4 (39)                     | 7.5 (45.5)                 | 5 (41)                     | 1.5 (34.7)                 | −4.5 (23.9)                | −8.7 (16.3)                | −8.9 (16.0)                | −17 (1)                    |
| 平均降水量 mm（）          | 59.2 (2.33)                | 48.1 (1.89)                | 53.8 (2.12)                | 53.5 (2.11)                | 66 (2.6)                   | 58.8 (2.31)                | 62 (2.4)                   | 57.6 (2.27)                | 53.4 (2.10)                | 66.3 (2.61)                | 58.1 (2.29)                | 69 (2.7)                   | 705.8 (27.79)              |
| 月均日照時數               | 62                         | 75.1                       | 125                        | 165.8                      | 193.3                      | 206.9                      | 215.7                      | 206.2                      | 160.2                      | 111.2                      | 65.1                       | 50.8                       | 1,637.3                    |
| 来源：infoclimat.fr        |                            |                            |                            |                            |                            |                            |                            |                            |                            |                            |                            |                            |                            |

## 行政区划
维勒蒙布勒是法国法兰西岛大区塞纳-圣但尼省的一个市镇，编号为93077。维勒蒙布勒隶属于勒兰西区和塞纳-圣但尼省第八选区，管理维勒蒙布勒县，同时也是大巴黎-大东部公共土地管理局的组成部分。
维勒蒙布勒市镇被划为三个街区，并实行街区自治制度。
法国国家统计与经济研究所（简称）在进行数据统计时，将维勒蒙布勒划入大巴黎都会区，并将包括维勒蒙布勒在内的1,794个市镇设为巴黎城市区。自2020年起，巴黎城市区被包含1,929个市镇的巴黎城市辐射区代替。此外，还将维勒蒙布勒市镇分为了12个“块区”（IRIS），以便于统计人口分布情况。

## 交通

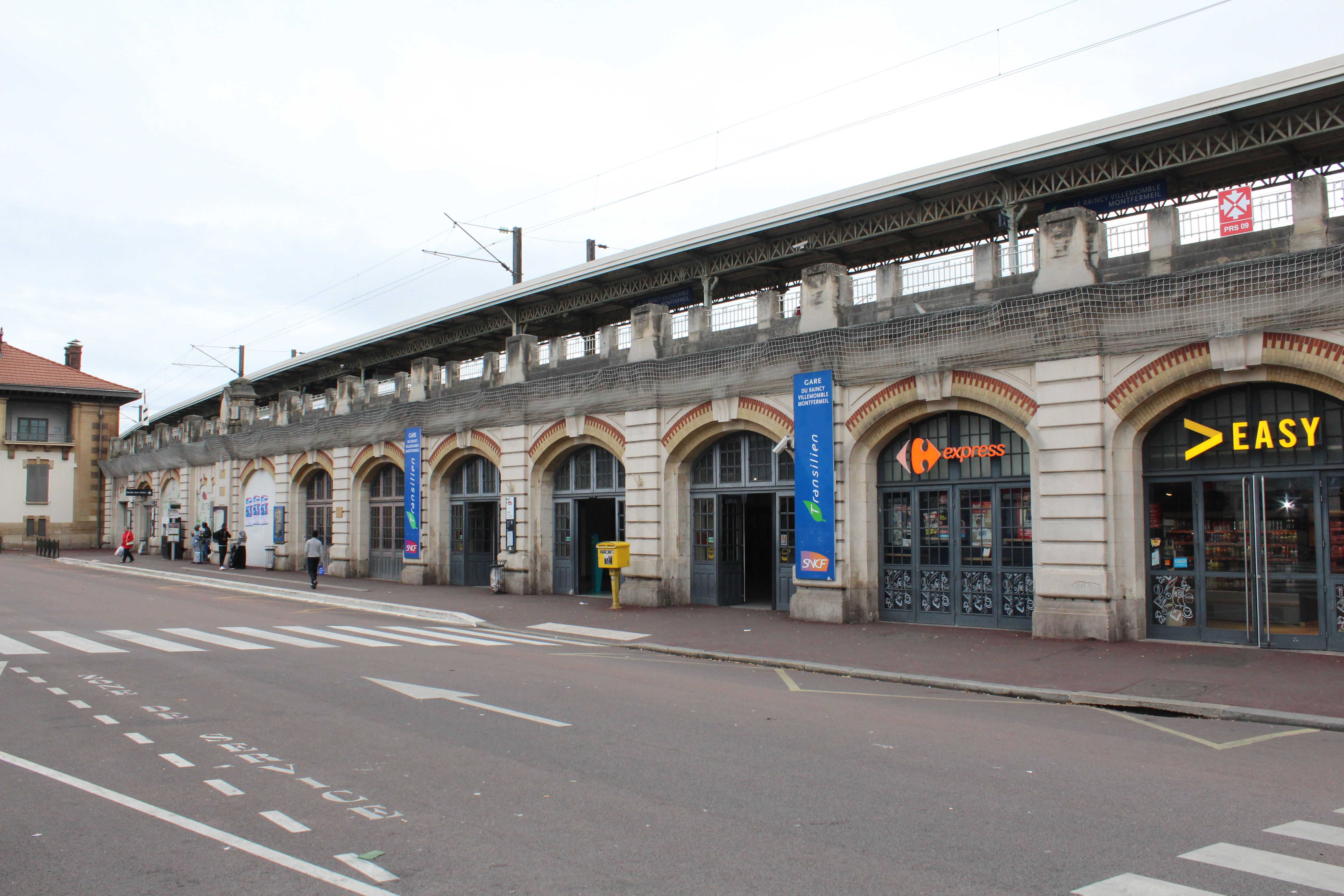
勒兰西-维勒蒙布勒-蒙费梅伊站

### 公路
维勒蒙布勒境内均为城市化道路，配有照明、排水等设施。
2017年，70%的维勒蒙布勒家庭拥有至少一辆私人汽车。2019年，维勒蒙布勒境内共发生各类交通事故63起，造成74人受伤。

### 铁路
维勒蒙布勒位于巴黎－斯特拉斯堡铁路上。勒兰西-维勒蒙布勒-蒙费梅伊站位于市区中北部，停靠法兰西岛大区快铁E线。

### 对外交通
距离维勒蒙布勒最近的长途汽车站、长途铁路车站和民用航空站分别为巴尼奥莱汽车站、巴黎东站和巴黎戴高乐机场，距离维勒蒙布勒市中心的公路里程分别约8公里、14公里和19公里。

### 城市公共交通
| 途经维勒蒙布勒境内的主要公共交通线路 |              | |
| 类型                                 | 运营商       | 线路 |
| 快铁                                 |              | ：奥斯曼-圣拉扎尔站 ↔ 勒兰西-维勒蒙布勒-蒙费梅伊站 ↔ 谢勒-古尔奈站 |
| 有轨电车                             | RATP         | ：邦迪站 ↔ 拉科吉耶 ↔ 约会塔巷 ↔ 欧奈苏布瓦站 |
| 公共汽车                             | RATP         | 114：拉科吉耶 ↔ 快铁勒兰西-维勒蒙布勒-蒙费梅伊站 ↔ 万塞讷城堡 121：蒙特勒伊市政厅 ↔ 维勒蒙布勒城堡 ↔ 乔治·克莱蒙梭高级中学 145：庞坦教堂 ↔ 维勒蒙布勒公墓 221：巴尼奥莱门 ↔ 维勒蒙布勒城堡 ↔ 马恩河畔讷伊-古尔奈角 303：博比尼-毕加索·毕加索 ↔ 维勒蒙布勒城堡 ↔ 快铁大努瓦西站 546：快铁邦迪站（区域环线，经过拉科吉耶） |
| 公共汽车                             | transdev TRA | 602：快铁勒兰西-维勒蒙布勒-蒙费梅伊站 ↔ 克利希苏布瓦 ↔ 库布龙-科罗 603：快铁勒兰西-维勒蒙布勒-蒙费梅伊站 ↔ 蒙费梅伊 ↔ 库布龙-科罗 605：快铁勒兰西-维勒蒙布勒-蒙费梅伊站 ↔ 塞夫朗-利夫里火车站 ↔ 欧奈苏布瓦火车站 |
| 公共汽车                             | (N)          | N23：沙特雷 ↔ 勒兰西-维勒蒙布勒-蒙费梅伊站 ↔ 谢勒-古尔奈站 |
| 1.                                   |              | |

## 政治

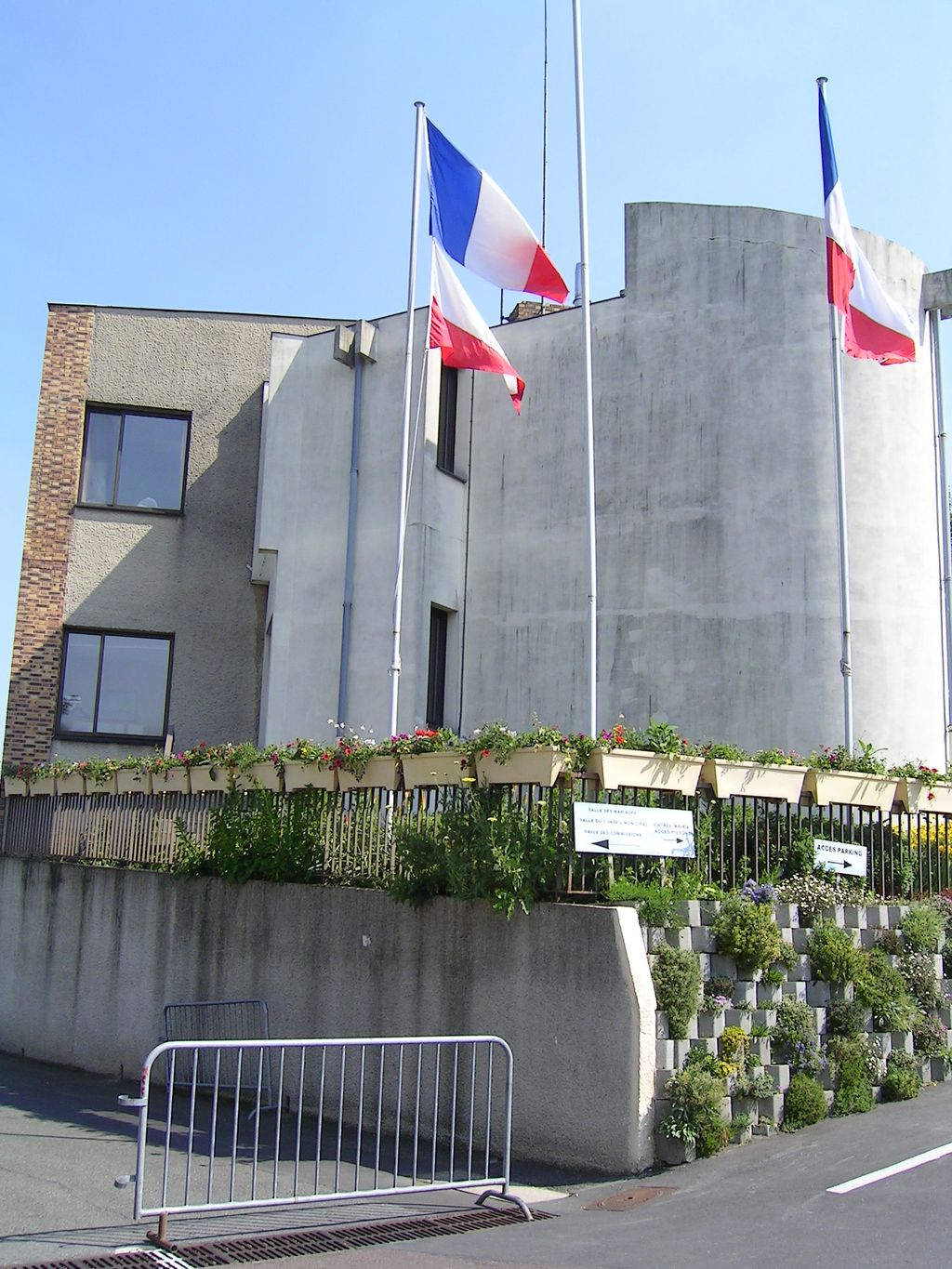
维勒蒙布勒市政厅

维勒蒙布勒的现任市长为让-米歇尔·布吕托先生（Jean-Michel Bluteau），他是一名右翼无党派人士，在2020年的市政选举中获得了44.84%的支持率。
在2017年的法国总统大选中，法国第25任总统埃马纽埃尔·马克龙在维勒蒙布勒获得了74.78%的支持率。
| 维勒蒙布勒历届市长 |                                        |                                                     |
| 任期               | 市长                                   | 党派                                                |
| 1944年－1945年     | Jacques Zuili 雅克·聚利                | PCF法国共产党                                       |
| 1945年－1947年     | René Eberlé 勒内·埃贝尔莱              | 不详                                                |
| 1947年－1948年     | Alfred Touze 阿尔弗雷德·图兹           | 不详                                                |
| 1948年－1953年     | Marcel Chaillot 马塞尔·沙约            | RPF法国人民联盟                                     |
| 1953年－1964年     | Victor Larcher 维克多·拉谢尔           | RPF法国人民联盟 →UNR新共和国联盟                    |
| 1964年－1977年     | Robert Calméjane 罗贝尔·卡尔梅雅纳     | UNR新共和国联盟 →UDR共和国保卫联盟 →RPR保衛共和聯盟 |
| 1977年－1983年     | Jean-Paul Maitrias 让-保罗·迈特里亚斯  | PS社会党                                            |
| 1983年－2001年     | Robert Calméjane 罗贝尔·卡尔梅雅纳     | RPR保衛共和聯盟                                     |
| 2001年－2019年     | Patrice Calméjane 帕特里斯·卡尔梅雅纳  | RPR保衛共和聯盟 →UMP人民运动联盟 →LR共和黨          |
| 2019年－2020年     | Pierre-Étienne Mage 皮埃尔-艾蒂安·马日 | LR共和黨                                            |
| 2020年－           | Jean-Michel Bluteau 让-米歇尔·布吕托   | DVD右翼无党派人士                                   |

## 人口
2018年，维勒蒙布勒市镇人口数量为30,005，在法国排名第278位。其中男性14,380人，女性15,584人，75岁及以上人口占6.5%，外籍人口数量为7,248人，人口密度为7,427人/平方公里，当地居民被称为（男性）或（女性）。2019年，维勒蒙布勒境内出生460人，死亡人口206人。
| 年份   | 1936   | 1946   | 1954   | 1962   | 1968   | 1975   | 1982   | 1990   | 1999   | 2006   | 2011   | 2016   | 2018   |
| ------ | ------ | ------ | ------ | ------ | ------ | ------ | ------ | ------ | ------ | ------ | ------ | ------ | ------ |
| 人口數 | 18,523 | 18,641 | 21,522 | 24,540 | 28,756 | 28,727 | 27,571 | 26,863 | 26,995 | 28,339 | 28,368 | 30,051 | 30,005 |

## 经济

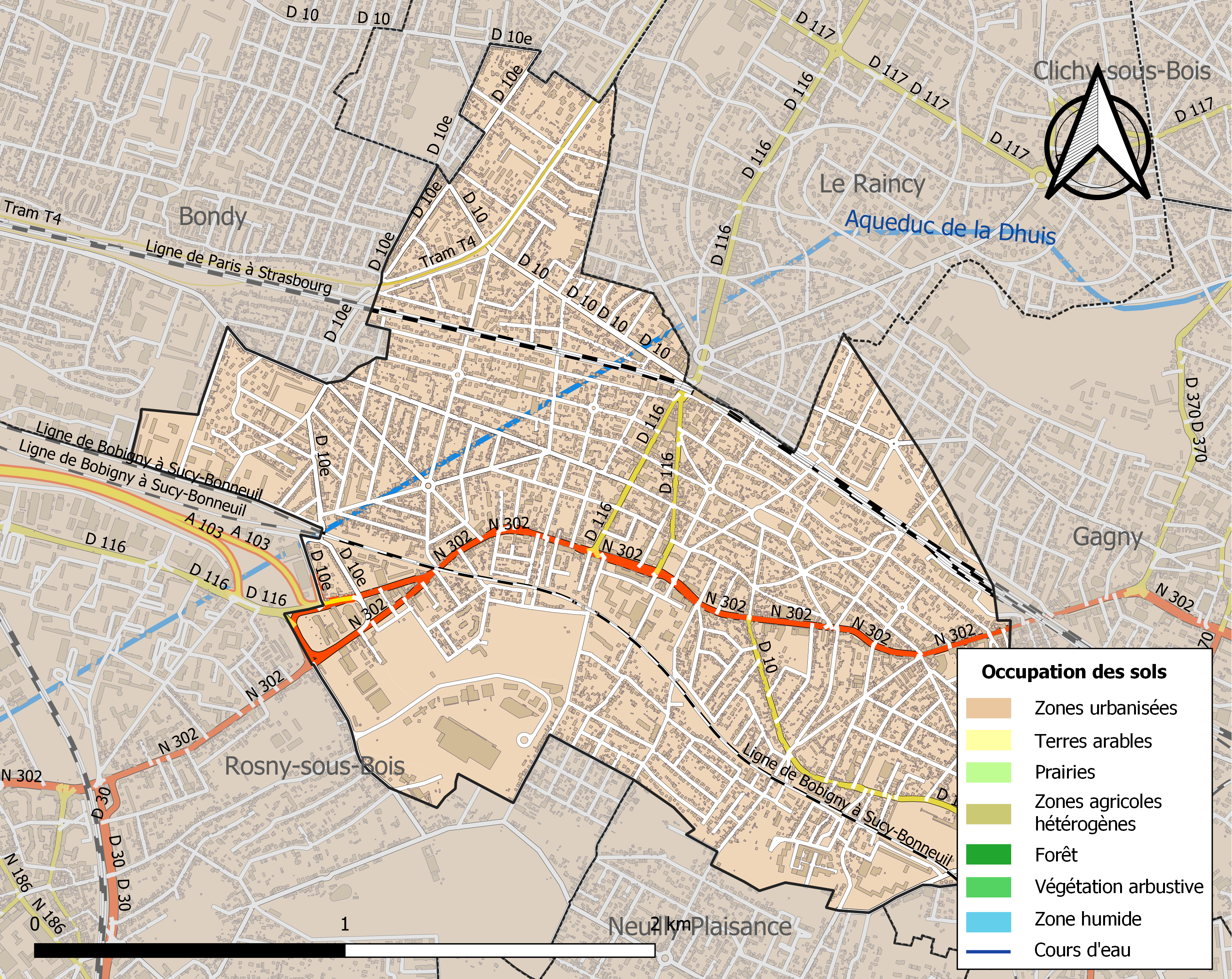
维勒蒙布勒土地利用情况地图

截至2021年6月，维勒蒙布勒境内共有各类用人单位4,317家，平均历史为12年，其中99.03%为中小型企业（PME）。（汽车销售）、（零售）及（零售）是当地2019年营业额最高的三个企业，分别为45,470,442欧元、40,989,403欧元和17,917,116欧元。

## 财政收入
2019年，维勒蒙布勒的财政收入总额为38,030,700欧元，财政支出总额为32,167,400欧元，当年的债务总额为1,076,130欧元。2020年，维勒蒙布勒共获得7,018,765欧元的国家财政补助，比上一年基本持平。
2017年，维勒蒙布勒的人均月收入总额为2,496欧元，其中高级职员为4,009欧元，低于法国平均水平（4,214欧元）；中级职员为2,455欧元，高于法国平均水平（2,353欧元）；普通职员为1,799欧元，高于法国平均水平（1,690欧元）。
2017年，维勒蒙布勒境内的青壮年（15至64岁）失业率为11.9%，当地56.5%的家庭拥有纳税资格，平均纳税4,371欧元，高于法国平均水平（3,888欧元）。

## 社会事务

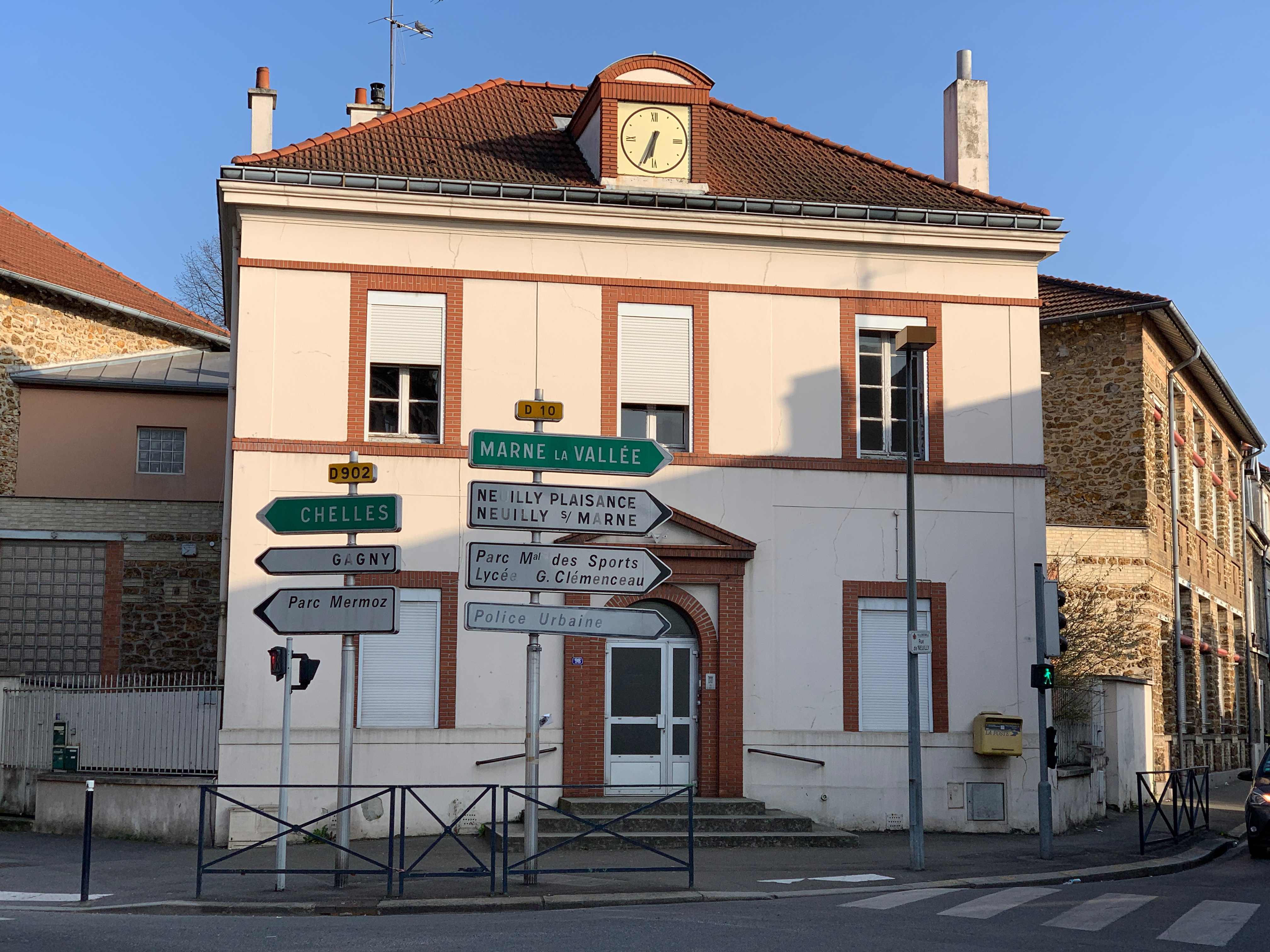
巴斯德初级中学

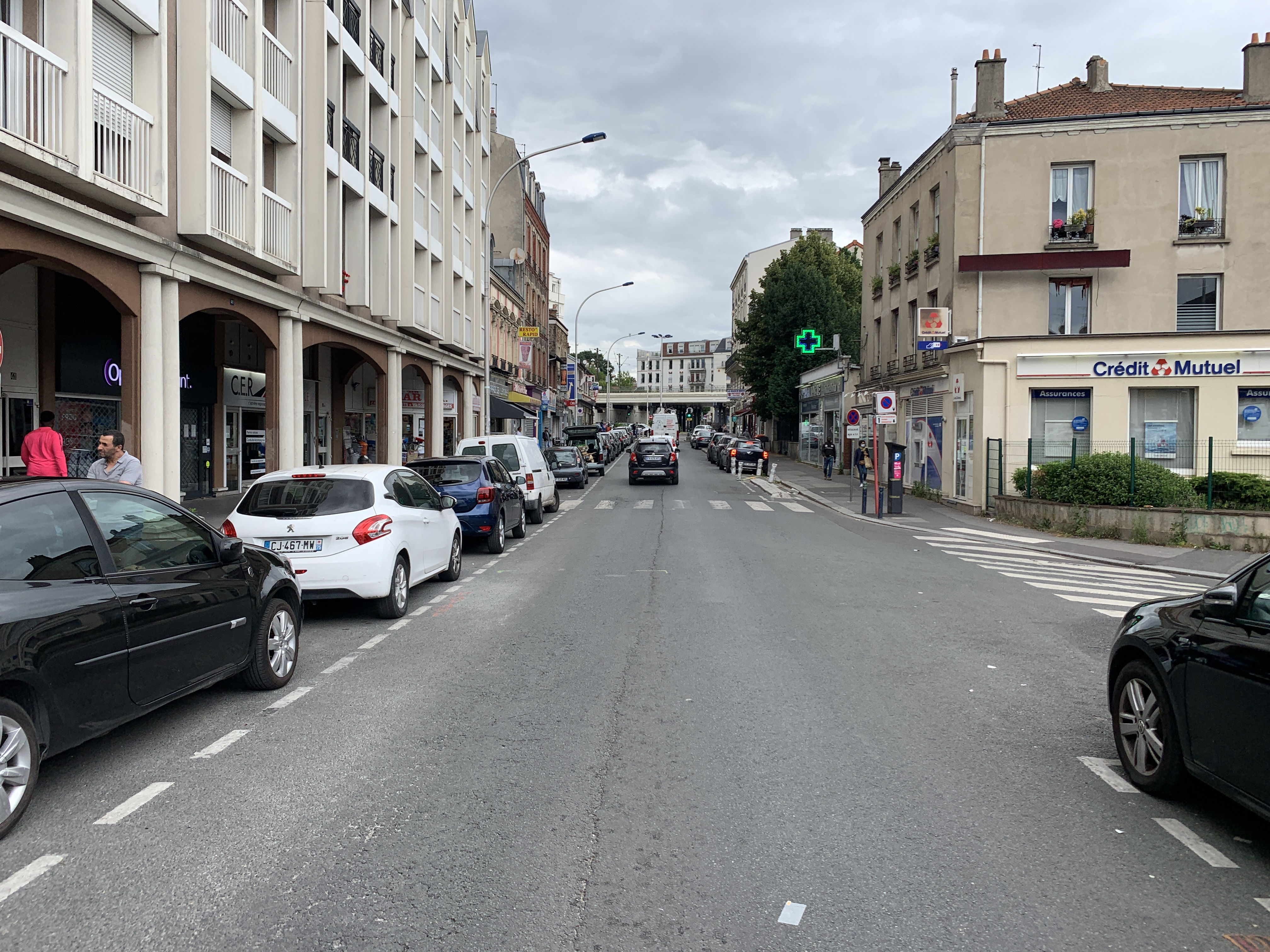
乌特尔邦大街

### 教育
维勒蒙布勒属于克雷泰伊学区。截止2019年1月1日，维勒蒙布勒境内共有7所幼儿园、7所小学、3所初级中学和3所普通高中。2018至2019学年度，维勒蒙布勒境内共有在校中等教育阶段学生4,017名。

### 医疗
截止2019年1月1日，维勒蒙布勒境内共有全科医生14名、保健师18名、牙医12名、护士23名、耳科医生1名、眼科医生2名、皮肤科医生2名、助产士3名、儿科医生0名和妇科医生1名。境内共有药房7家、养老院1家、残疾人帮扶中心6家。
距离维勒蒙布勒最近的综合性公立医院为位于邦迪境内的“让·韦迪耶医院”（Hôpital Jean-Verdier），该院设有床位300个，是这一区域规模最大的公立综合性医院。

### 住房
2017年，维勒蒙布勒境内共有各类住房13,191套，其中37.6%为独立式居民区，61.9%为集中式居民区。常住房屋占维勒蒙布勒市镇范围内居民建筑总量的93.1%。
在住房保障政策方面，2017年，维勒蒙布勒境内共有2,474户家庭获得了住房经济补助，受益人数占总人口数量的8.3%，其中2,353份为房租补助。

### 商业
2019年，维勒蒙布勒境内共有各类实体商铺756家，其中餐厅99家、大型超市5家、杂货店24家、面包房17家、肉铺7家、书店7家、装饰品店2家、银行门店10家、美容美发店37家、汽车维修店26家。市中心建有一家家乐福超市和一家Franprix超市。

### 体育
2019年，维勒蒙布勒境内共有1家游泳池、7间体育馆、3座综合体育场、7处网球场、2处足球或橄榄球场以及5处篮球或排球场。
维勒蒙布勒体育俱乐部（Villemomble Sport）是当地的唯一的注册足球队，2021至2022赛季参加法兰西岛大区足球联赛。维勒蒙布勒手球俱乐部成立于1915年，截至2021年共获得过两次法国室外手球联赛的冠军。

### 环境
维勒蒙布勒的环境事务由其所属的公共社区负责。2019年，维勒蒙布勒境内共有1家污染企业。

### 治安
2014年，维勒蒙布勒及附近地区共发生各类案件2,890起，其中盗窃类案件1,803起，经济类案件278起，毒品交易类案件169起。

## 文化
2019年，维勒蒙布勒境内共有1家音乐厅。维勒蒙布勒市政府提供多媒体中心，向公众全年开放。

### 建筑
维勒蒙布勒境内的大部分建筑建于近现代，乔治·布拉桑斯剧场、维勒蒙布勒城堡等为当地的代表性建筑物。

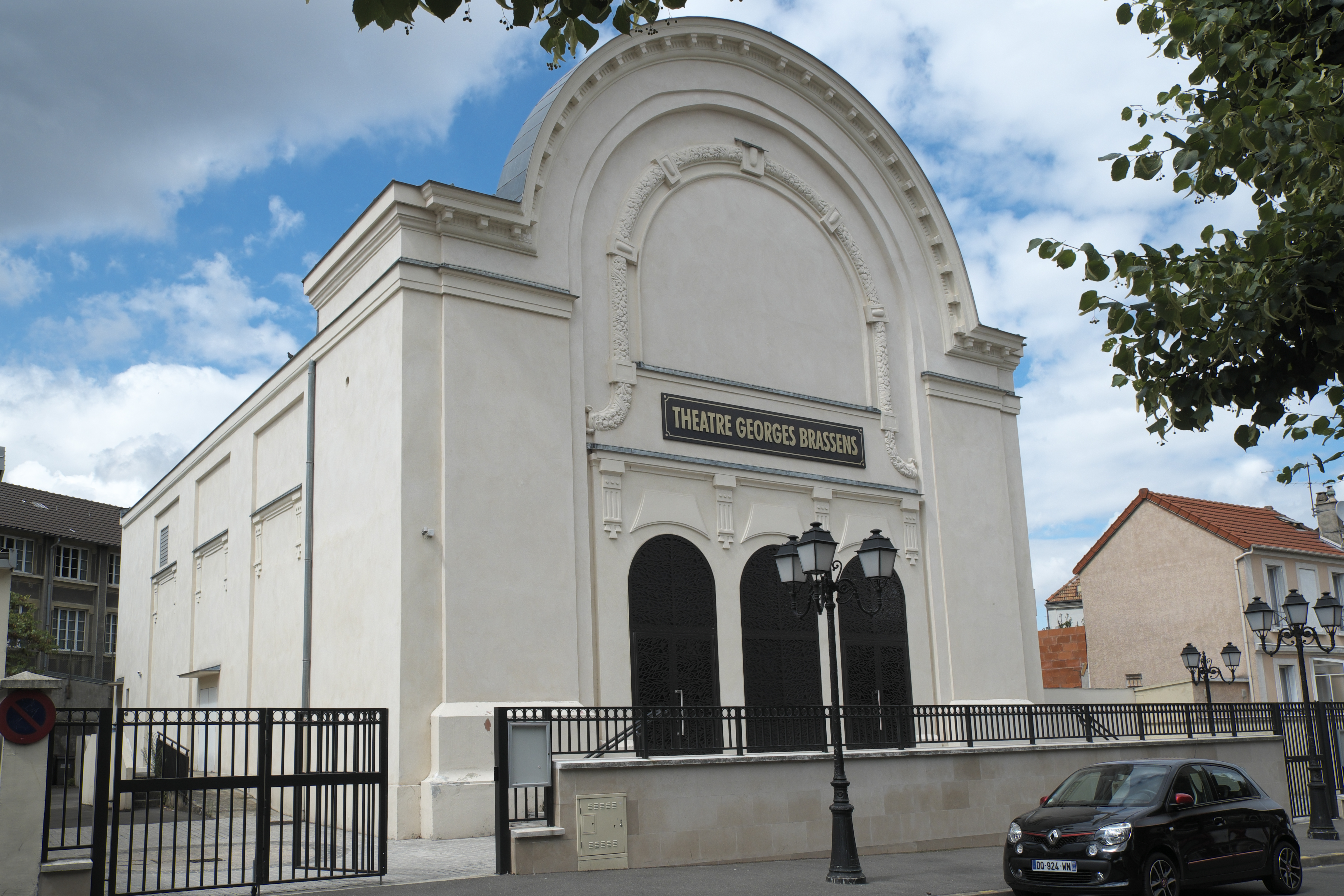
乔治·布拉桑斯剧场（法语：Théâtre Georges Brassens）
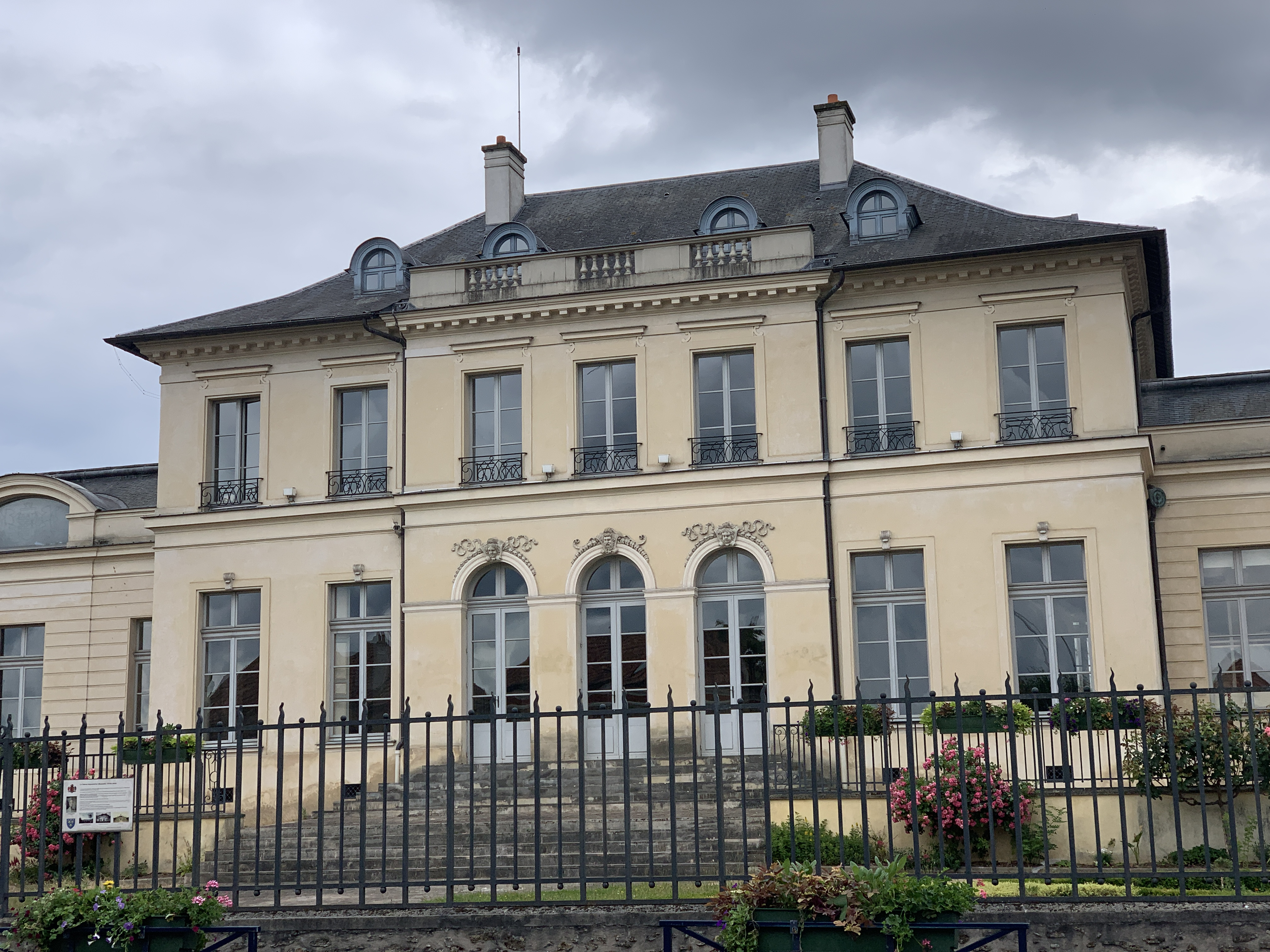
维勒蒙布勒城堡（法语：Château de Villemomble）
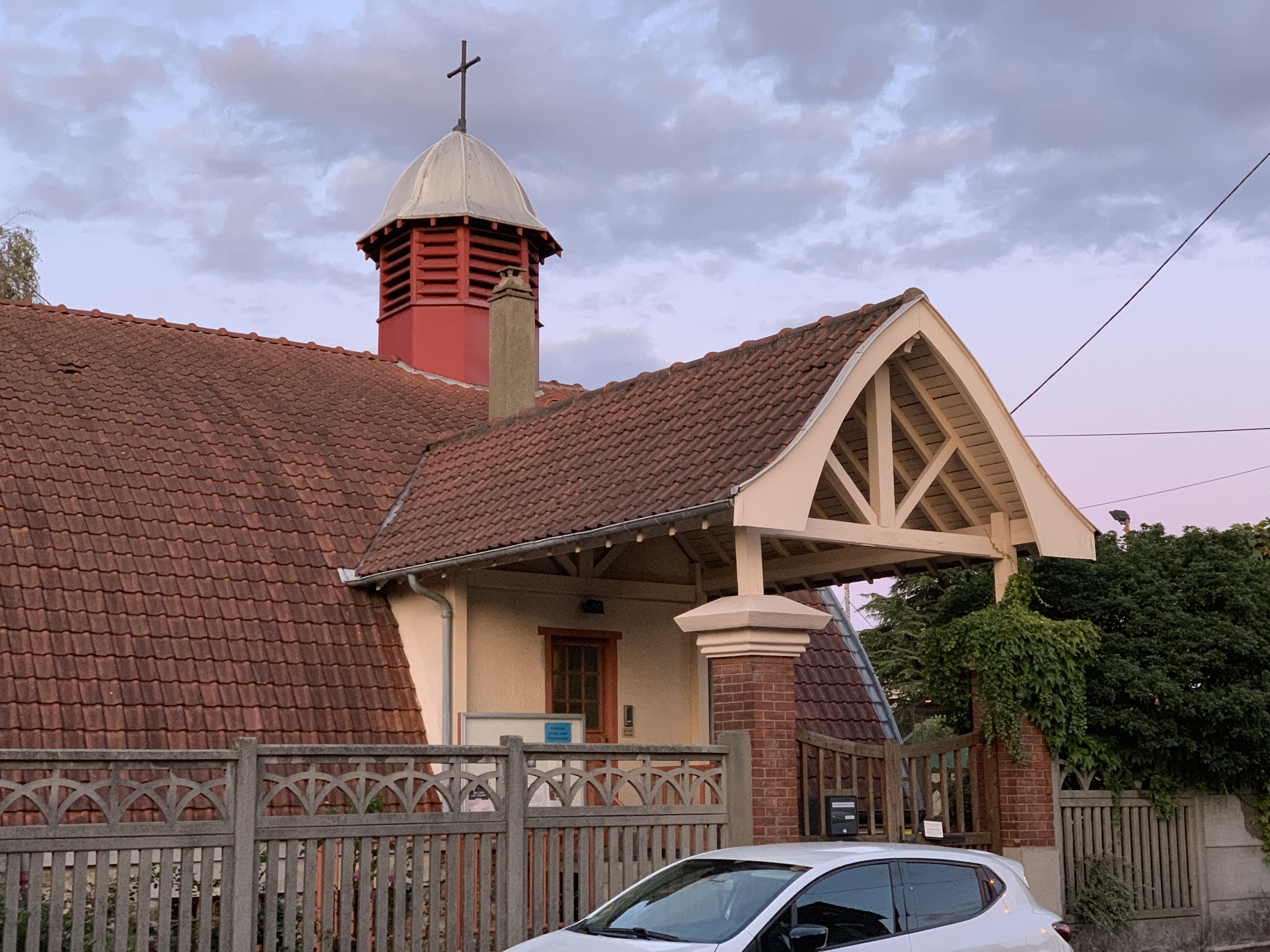
圣母教堂
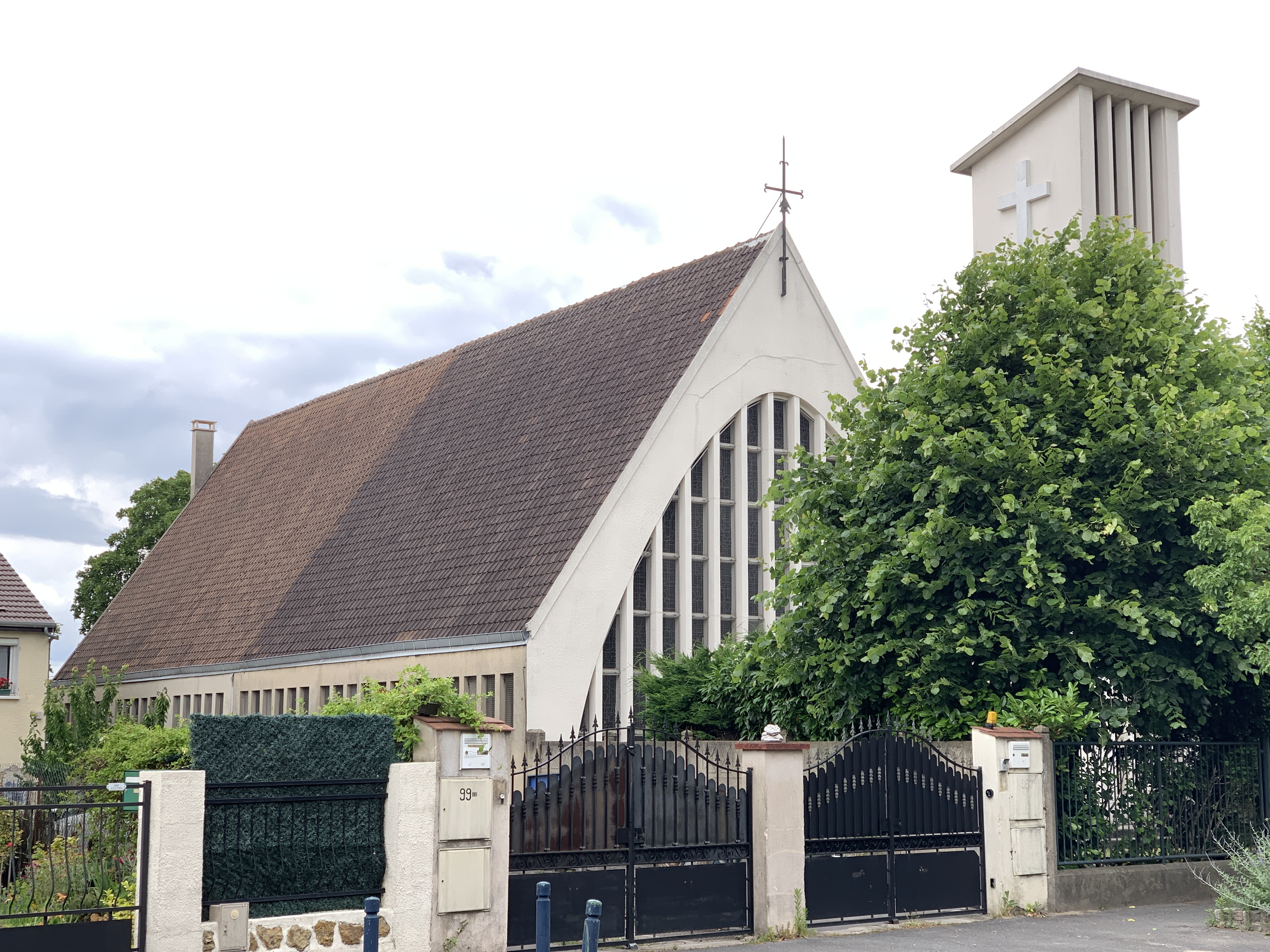
圣安德烈小教堂
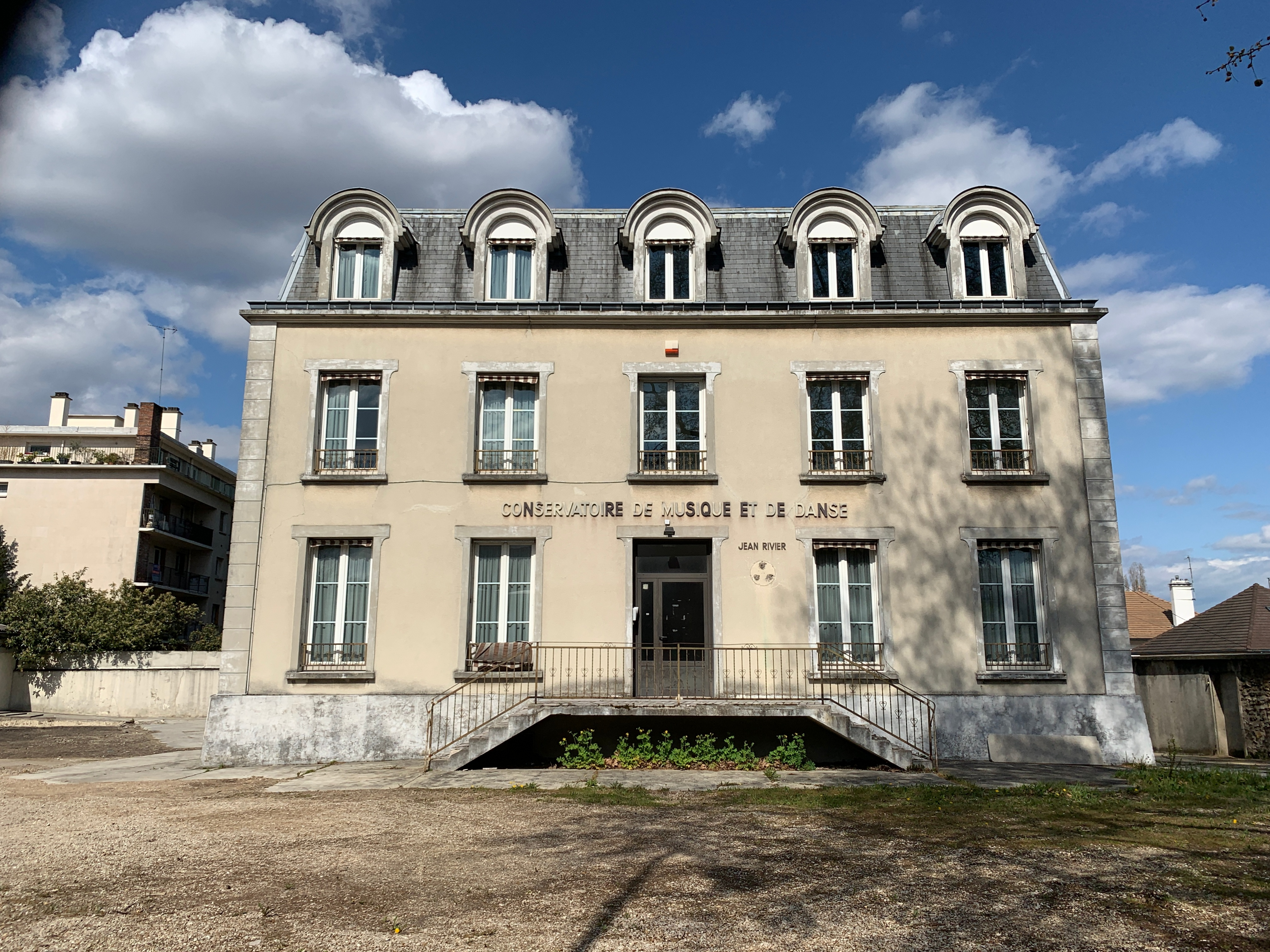
音乐舞蹈学校
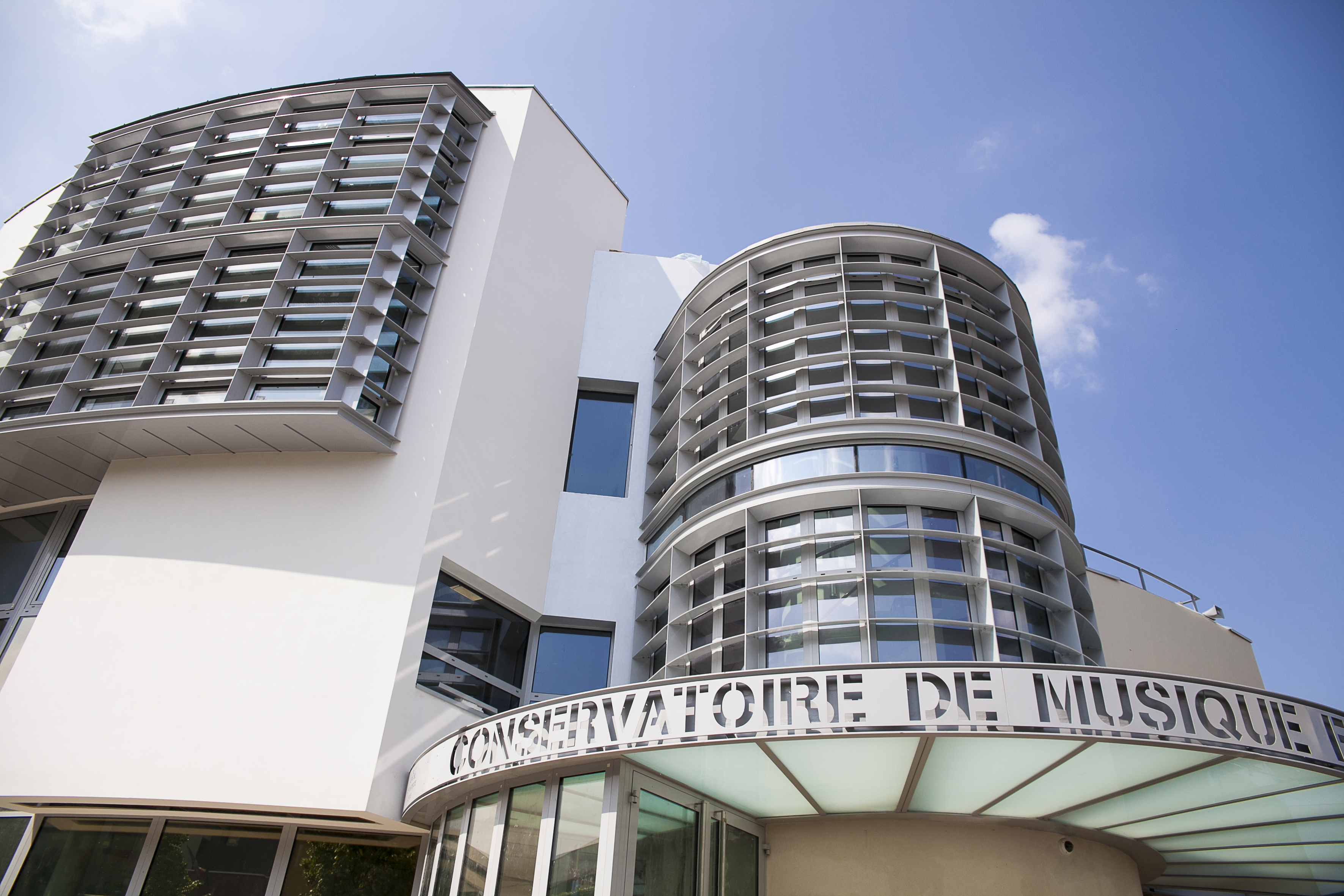
莫里斯·拉韦尔艺术中心

### 旅游
维勒蒙布勒的旅游事务由其所属的公共社区负责。2020年，维勒蒙布勒境内共有2家酒店共计175间房间。

### 媒体
法国主要的媒体均可在维勒蒙布勒接收，法国电视三台下属的法兰西岛大区频道在部分时段播出维勒蒙布勒所属区域的地方新闻。

## 相关人物
法国作曲家让·里维埃、作家达尼埃尔·皮库利、女物理学家玛格丽特·佩里和极左翼政治家菲利普·普图出生于维勒蒙布勒。

## 友好城市
截至2021年6月，维勒蒙布勒共与三座城市互为友好城市关系：
- 德国 波恩Hardtberg区
- 英格兰 Droylsden
- 葡萄牙 波爾蒂芒